# Vampir z Gorjancev (film)
Vampir z Gorjancev je vampirska romantična grozljivka, delo scenarista in režiserja Vincija Vogue Anžlovarja. Film je bil posnet po istoimenski povesti Mateta Dolenca
Film sta financirala predvsem RTV Slovenija in Studio Arkadena v sodelovanju s Slovenskim filmskim centrom. Večina filma je posnetega na Dolenjskem. Film je svojo premiero doživel 17. decembra 2008 na prvem programu RTV Slovenija.

## Vsebina
To je zgodba o ljubezni, ki magično vznikne med Romanom in usodno lepo Lenoro. Hkrati je to tudi zgodba o Romanu in Rodinu, ki se med vandranjem po Dolenjski srečujeta z miti in legendami izpod Gorjancev. Ob tem pa se dogajajo skrivnostni umori, ki jih njun znanec Jup povezuje z vesoljci, ker v vampirje ne verjame. Tudi s pomočjo župnika Lesjaka se vse postavi na pravo mesto in ljubezen lahko zasije v polnem sijaju. 

## Igralci
- Sebastian Cavazza kot Roman, glavni junak
- Inti Šraj kor Leonora, Romanova ljubeze
- Vlado Novak kot Edward Kartnerwald, vaški veljak in vampir
- Gregor Lustek kot Rodin, Romanov najboljši prijatelj
- Jonas Žnidaršič kot Jup, Romanov in Rodinov prijatelj
- Ivo Barišič kot župnik Lesjak, pameten in dober ostareli duhovnik
- Jaka Fon kot brat Avgust
- Zoran More kot kmet Berghold